# Biomimética
A biomimética é uma área da ciência que tem por objetivo o estudo das estruturas biológicas e das suas funções, procurando aprender com a Natureza, suas estratégias e soluções, e utilizar esse conhecimento em diferentes domínios da ciência. A designação desta recente e promissora área de estudo científico provém da combinação das palavras gregas bíos, que significa vida e mímesis que significa imitação. Dito de modo simples, a biomimética é a imitação da vida. Vale observar que a Biônica, apesar da semelhança da definição, procura a imitação por meio de maquinas sem necessariamente estudar a natureza (performance), enquanto que para a Biomimética a compreensão do fenômeno natural é o foco principal.
Ex.: (um braço biônico robotizado ou um braço desenvolvido semelhante as lagartixas a nivel celular Biomiméticamente)

## Área multidisciplinar
Estudos biomiméticos pertencem a uma área altamente multidisciplinar, encapsulando diversos ramos da ciência. Áreas como Biologia, Química, Física, Informática, Design, Matemática e Electrónica são temas geralmente abordados. Na Natureza existem milhões de espécies das quais menos de dois milhões estão catalogadas até agora. Isto representa uma gigantesca base de dados de soluções inspiradas em sistemas biológicos para a resolução de problemas de engenharia e de outros campos da tecnologia.
Na arquitetura, a biomimética inspira a busca na natureza por soluções inovadoras que aperfeiçoem a eficiência do edifício em termos de economia, durabilidade, conforto.

## A mudança de cor dos camaleões
A cor da maioria dos animais é relativamente fixa, entretanto alguns animais como camaleões apresentam a capacidade de alterarem suas cores; tais mudanças podem ser motivadas por diversos fatores, dentre eles a emissão de sinais sociais de consenso e/ou embate - geralmente entre machos - camuflagem e regulação térmica.  
- Os camaleões da espécie Furcifer pardalis são representantes de um grupo específico de animais dotados dessa habilidade tão intrigante e interessante, que vem sendo tema de diversas pesquisas na área da biomimética.

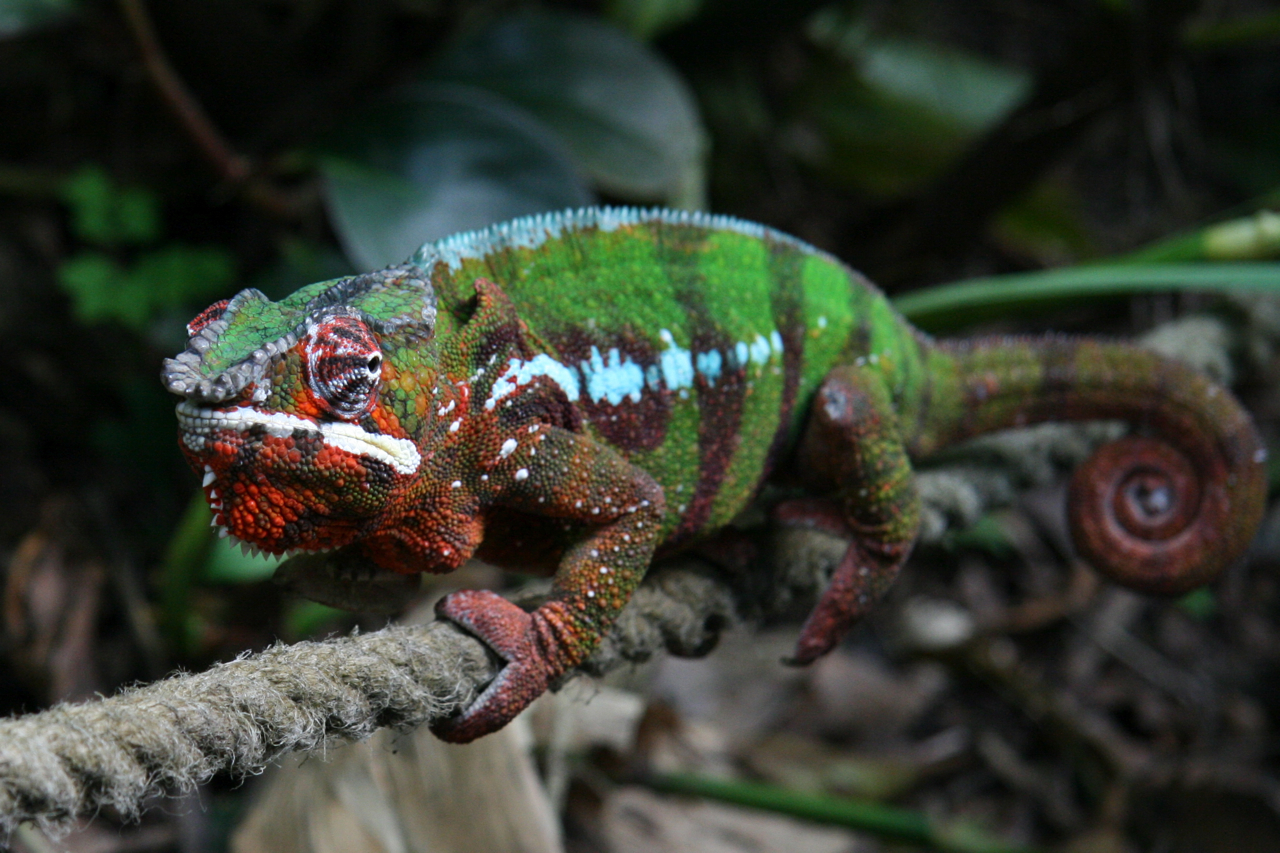
Camaleão da espécie Furcifer pardalis

De forma geral, o fenômeno observado como sendo de mudança de coloração é devido a alteração do brilho experimentado pelos tecidos mais externos, promovendo dispersão ou agregação de organelas pigmentadas (cromatóforos); entretanto, essas alterações repentinas de coloração, tendo como base organelas detentoras de pigmentos, foram descritas para apenas um número exíguo de espécies, e geralmente, o fator implicado é muito mais estrutural do que relacionado a essas organelas. 
O fenômeno da mudança de cor, sobretudo nessa espécie, é precariamente explicado apenas por uma trivial agregação/dispersão de cromatóforos, de tal forma que é mais plausível supor o envolvimento de outros mecanismos nesse processo.
Recentes descobertas utilizando microscopia eletrônica, técnicas de videografia fotométrica e conceitos de histologia possibilitaram o entendimento de que essa espécie de camaleão - assim como algumas espécies de peixes e anfíbios - desenvolveu uma camada dupla de iridóforos (sub divisão dos cromatóforos) - pigmentos celulares que, através de placas cristalinas de quimiocromos, predominantemente formados por guanina, geram um vasta gama de colorações. A pele desses répteis constitui-se da superposição dessas duas camadas de células, contendo, cada uma, cristais de guanina de diferentes formatos, tamanhos e organizações.

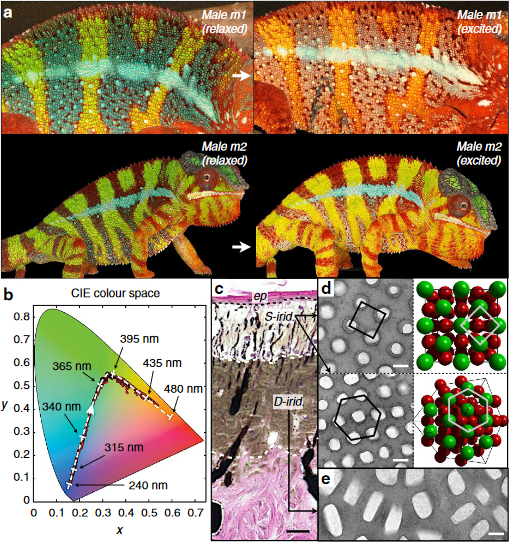
_{(a) A mudança de cor reversível é mostrada para dois machos (m1 e m2): durante a excitação (setas brancas), a pele de fundo muda do estado de linha de base (verde) para amarelo/laranja e as barras verticais e a faixa horizontal do meio do corpo mudam de azul a esbranquiçado (m1). Alguns animais (m2) têm suas barras verticais azuis cobertas por células de pigmento vermelho.}_{(b) Pontos vermelhos: evolução temporal no gráfico de cromaticidade CIE de um terceiro macho de pele verde em vídeo de alta resolução;}_{(c) Coloração com hematoxilina e eosina de um corte transversal de pele branca mostrando a epiderme e as duas camadas de iridóforos.}
_{(d) Imagens TEM de nanocristais de guanina em S-iridóforos no estado excitado e modelo tridimensional de uma rede FCC}
_{(e) imagem TEM de nanocristais de guanina em D-iridóforos.}

### Camadas de iridóforos e seus papéis nas mudanças de cores
A camada superior, que se apresenta totalmente desenvolvida na pele de machos adultos, contém os chamados s-iridóforos (s de superficial em inglês) com pequenos e condensados pacotes de cristais de guanina organizados em grades triangulares; o diâmetro de cada cristal pode variar entre 127,4 e 17,8 nm(nanômetros). 
O arranjo de alto e baixo índice refletivo confere a estes cristais características suficientes para serem chamados de cristais fotônicos. Já a camada inferior tem função coadjuvante de refletir largamente a luz, especificamente na faixa próxima do infravermelho.
A análise de imagens de microscopia eletrônica de transmissão (TEM) de mesmos indivíduos da espécie F. pardalis em seu estado de repouso, com a pele nas colorações azul ou verde, e posteriormente excitados, com colorações de pele amarela ou branca, possibilitou aos cientistas que publicaram o artigo "Photonic crystals cause active colour change in chameleons" perceberem que o tamanho dos s-iridóforos não variava, independentemente da cor na qual o camaleão se encontrava, entretanto a distância média entre os cristais de guanina mudava cerca de 30% do estado de repouso para o excitado.
Dessa forma, conclui-se que é provável que o aumento da distância média entre os nanocristais é o responsável por fazer com que os s-iridóforos alterem sua refletividade de comprimentos de onda curtos (azul) para comprimentos de onda longos (vermelho), causando a correspondente mudança na pele de verde para amarelo/laranja.
É também possível notar que no caso da pele vermelha, a camada superior dos s-iridóforos mantém-se bem desenvolvida, mas a grande proporção de iridóforos é substituída por pigmentos vermelhos chamados eritróforos, o que explica o porquê a pele não assume a coloração vermelha repentinamente durante o estado de excitação, mas sim quando há um aumento de luminosidade.

### Imitando o camaleão
Recentemente, em um estudo publicano na revisra Nature Communications, alguns pesquisadores sul-coreanos desenvolveram um robô capaz de imitar as mudanças de cores de algumas espécies de animais. Eles usaram para tanto a estratégia de integrar camadas de cristais líquidos termocrômicos com aquecedores de nanofios de prata empilhados verticalmente em uma estrutura composta por diversas camadas. O robô batizado como ATACS (Artificial Chamaleon Skin) tem suas mudanças de coloração controladas por uma faixa estreita de temperaturas. A resposta extremamente suscetível a uma mudança de temperatura certamente é um fator desfavorável contra mudanças no ambiente externo, todavia para situações onde é possível controlar seguramente a temperatura, esta possibilita um pequeno intervalo de entrada, bem como um baixo consumo durante sua operação.

## Exemplos
Tendo como objetivos a imitação da Natureza, o entendimento do seu funcionamento e, consequentemente, a melhoria da performance de componentes atuais, alguns modelos biomiméticos seriam:
Velcro
O Velcro foi desenvolvido em 1941 pelo engenheiro suiço Georges de Mestral, que passeava com o seu cão por bosques e percebeu que algumas sementes ficavam presas em suas calças e no pêlo de seu cachorro. Desta observação ele se questionou sobre a possibilidade de usar este mesmo mecanismo para fixar objetos por um sistema de minúsculos ganchos e um tecido.
Shrilk
Shrilk é um material biodegradável e biocompatível de extrema leveza, resistência e versatilidade desenvolvido a partir da recriação em laboratório da estrutura química e laminar presente na casca de artrópodes e crustáceos.
Superfícies de baixo atrito
Inspirada na forma como a pele dos peixes reage ao contato com a água, essa tecnologia, aplicada ao seu traje de natação, ajudou o nadador Michael Phelps em suas conquistas nas piscinas. A mesma tecnologia tem sido aplicada também em cascos de navios, submarinos e mesmo aviões.
Telas "asa-de-borboleta"
São superfícies de visualização de baixíssimo consumo de energia, baseadas na forma como as asas de borboletas refletem a luz.
Turbina "WhalePower"
Inspirada na forma das barbatanas da baleia jubarte, as lâminas nervuradas desse tipo de turbina eólica produzem 32% menos atrito e 8% de deslocamento de ar que as lâminas lisas convencionais.
Carro biônico
Desenvolvido pela Mercedes-Benz a partir da forma do peixe cofre, o carro Bionic atinge um coeficiente de aerodinâmica de 0,19 e consome 20% menos combustível que um veículo convencional de potência equivalente.
Locomoção de animais
Muitos cientistas contemporâneos usam robôs para explicar fenômenos observados em animais que são pouco compreendidos. Enquanto o cientista Sangbae Kim do MIT foca seus estudos na variação dinâmica de atrito entre as ventosas das patas da lagartixa num fenômeno chamado adesão direcional (coeficientes de atrito variam de acordo com a direção da força) , o cientista Andre Rosendo, da Universidade de Cambridge, usa músculos artificiais para estudar como o arco reflexo, presente em músculos, ajuda o corpo a manter o balanço durante a locomoção humana.
Efeito lótus
Baseado na forma como as folhas do lótus repele a água e a sujeira, diversas soluções estão sendo desenvolvidas pela indústria para aplicação em tecidos, metais, para-brisas de aviões e faróis de automóveis.

## Comentários de especialistas
A biomimética observa a Natureza e procura explicar e reproduzir em sistemas sintéticos fenomenos similares aos encontrados nos sistemas biológicos. Este estudo permite desenvolver ou aperfeiçoar novas soluções de engenharia, estimular novas ideias, sendo que os biomimeticistas encontram na Natureza um modelo perfeito de inspiração e de imitação.
O cientista Stephen Wainwright afirmou que a "biomimética ultrapassará a biologia molecular e a substituirá como a mais desafiadora e importante ciência biológica do Século XXI"[carece de fontes?]. O professor Mehmet Sarikaya afirmou: "Estamos no limiar de uma revolução de materiais equivalente à que houve na Idade do Ferro e na Revolução Industrial. Estamos a entrar rapidamente numa nova era de materiais. Penso que, dentro de um século, a biomimética modificará significativamente o nosso modo de vida."[carece de fontes?] Segundo a citação de Phil Gates, em Wild Technology: "Muitas das nossas melhores invenções foram copiadas de outros seres vivos ou já são utilizadas por eles."[carece de fontes?]